# Lampre-Caffita/2005
Deze pagina geeft een overzicht van de wielerploeg Lampre-Caffita in 2005.
| Naam                        | Geboortedatum | Nationaliteit | Ploeg 2004       |
| --------------------------- | ------------- | ------------- | ---------------- |
| Alessandro Ballan           | 06-11-1979    | Italië        |                  |
| Daniele Bennati             | 24-09-1980    | Italië        | Phonak           |
| Giosuè Bonomi               | 21-10-1978    | Italië        | Saeco            |
| Gianluca Bortolami          | 28-08-1968    | Italië        |                  |
| Salvatore Commesso          | 28-03-1975    | Italië        | Saeco            |
| Damiano Cunego              | 19-09-1981    | Italië        | Saeco            |
| Giuliano Figueras           | 24-01-1976    | Italië        | Panaria-Margres  |
| Paolo Fornaciari            | 02-02-1971    | Italië        | Saeco            |
| Enrico Franzoi              | 08-08-1982    | Italië        | Saeco (Stagiair) |
| Juan Manuel Fuentes Angullo | 07-04-1977    | Spanje        | Saeco            |
| Gerrit Glomser              | 01-04-1975    | Oostenrijk    | Saeco            |
| Oleksandr Kvatsjoek         | 23-07-1983    | Oekraïne      |                  |
| David Loosli                | 08-05-1980    | Zwitserland   | Saeco            |
| Marco Marzano               | 10-06-1980    | Italië        | Stagiair         |
| Samuele Marzoli             | 01-03-1984    | Italië        |                  |
| Andreas Matzbacher          | 07-01-1982    | Oostenrijk    | Saeco            |
| Eddy Mazzoleni              | 29-07-1973    | Italië        | Saeco            |
| Jevgeni Petrov              | 25-05-1978    | Rusland       | Saeco            |
| Dario Pieri (tot 04.08)     | 01-09-1975    | Italië        | Saeco            |
| Daniele Righi               | 28-03-1976    | Italië        |                  |
| Marius Sabaliauskas         | 15-11-1978    | Litouwen      | Saeco            |
| Michele Scotto D'Abusco*    | 05-03-1983    | Italië        |                  |
| Gilberto Simoni             | 25-08-1971    | Italië        | Saeco            |
| Alessandro Spezialetti      | 14-01-1975    | Italië        | Saeco            |
| Gorazd Štangelj             | 27-01-1973    | Slovenië      | Saeco            |
| Sylwester Szmyd             | 02-03-1978    | Polen         | Saeco            |
| Andrea Tonti                | 16-02-1976    | Italië        | Saeco            |
| Francisco Vila              | 11-10-1975    | Spanje        |                  |
| Stagiaires                  |               |               |                  |
| Matteo Bono                 | 11-06-1983    | Italië        |                  |
| Francesco Gavazzi           | 01-08-1984    | Italië        |                  |
| Morris Possoni              | 01-07-1984    | Italië        |                  |

* Michele Scotto D'Abusco werd op 9 juni ontslagen, nadat hij voor de start van het Critérium du Dauphiné Libéré een te hoog hematocrietgehalte bleek te hebben, wat zou kunnen duiden op het gebruik van epo. Volgens de ploeg kon de renner geen enkel medisch getuigschrift voorleggen aan de ploeg.

## Resultaten
In 2005 behaalde Lampre de volgende resultaten in de UCI ProTour:
| Datum        | Koers                         | Winnaar           |
| ------------ | ----------------------------- | ----------------- |
| 11 maart     | 5e etappe Parijs-Nice         | Gilberto Simoni   |
| 7 augustus   | 4e etappe ENECO Tour          | Alessandro Ballan |
| 17 augustus  | 3e etappe Ronde van Duitsland | Daniele Bennati   |
| 19 augustus  | 5e etappe Ronde van Duitsland | Daniele Bennati   |
| 23 augustus  | 9e etappe Ronde van Duitsland | Daniele Bennati   |
| 13 september | 2e etappe Ronde van Polen     | Daniele Bennati   |
| 15 september | 4e etappe Ronde van Polen     | Daniele Bennati   |

Mannen:1991 · 1992 · 1993 · 1994 · 1995 · 1996 · 1997-1998 · 1999 · 2000 · 2001 · 2002 · 2003 · 2004 · 2005 · 2006 · 2007 · 2008 · 2009 · 2010 · 2011 · 2012 · 2013 · 2014 · 2015 · 2016 · 2017 · 2018 · 2019 · 2020 · 2021 · 2022 · 2023 · 2024 · 2025
Vrouwen:2022 · 2023 · 2024 · 2025
Bouygues Télécom · Cofidis, Le Crédit par Téléphone · Crédit Agricole · Team CSC · Davitamon - Lotto · Discovery Channel Pro Cycling Team · Domina Vacanze · Euskaltel - Euskadi · Fassa Bortolo · La Française des Jeux · Team Gerolsteiner · Illes Balears - Caisse D'Espargne · Lampre - Caffita · Liberty Seguros - Würth Team · Liquigas - Bianchi · Phonak Hearing Systems · Quick Step - Innergetic · Rabobank · Saunier Duval - Prodir · T-Mobile Team